# Гини, Ирини
Ирини Гини (греч. Ειρήνη Γκίνη она же Мирка Гинева; предположительно 1916, Центральная Македония, Греческое королевство — 27 июля 1946, Янница) — греческая коммунистка, участница антифашистского Сопротивления, первая женщина, расстрелянная в годы Гражданской войны в Греции (1946—1949).

## Молодость
Родилась в бедной крестьянской семье в селе Ксантогия (Русилово) греческого региона Центральная Македония. Точным годом её рождения не располагаем. В разных источниках годом рождения указываются 1916, 1919, и (даже, что маловероятно) 1923 и 1926 годы.
Население села принадлежало к славяноязычному (в другом чтении болгароязычному) меньшинству.
Ирини в малом возрасте потеряла свою мать, была вынуждена подрабатывать всевозможной работой.
Ирини (Мирка) окончила начальную школу в своём родном селе, а затем педагогическое училище в западномакедонском городе Кастория в 1939 году.
Учитывая то, что с установлением в стране в 1936 году диктаторского режима генерала Метаксаса, использование языка славяноязычного меньшинства преследовалось властями, а сами носители языка разделялись на славофонов греческого национального сознания (большинство) и болгарского сознания (в других чтениях сербского, меньшинство):22, сам факт учёбы Ирини в тот период в педагогическом училище говорит о том, что её семья считалась диктаторским режимом «национально благонадёжной».
В начале 1940 года Ирини была назначена учительницей в село Кутугери недалеко о города Эдесса

## В Греческом Сопротивлении
В период тройной, германо-итало-болгарской, оккупации Греции (1941—1945) Ирини Гини вступила в Национально-освободительный фронт Греции (ЭАМ).
Одновременно она вступила в Организацию коммунистической молодёжи Греции (ΟΚΝΕ), приняла участие в создании ячеек Всегреческой организации молодёжи (ЭПОН), после чего стала членом компартии Греции.
Находясь в подполье боролась против вовлечения славяноязычного меньшинства в отряды славяноязычных коллаборационистов организации Охраны, созданной болгарским офицером Калчевым.
Будучи подпольщицей оказывала содействие деятельности вооружённых отрядов Народно-освободительной армии Греции (ЭЛАС).
В посвящении Ирини Гини, опубликованном в 2015 году официальным органом компартии Греции, газетой Ризоспастис, пишется, что она приняла непосредственное участие в боях Народно-освободительной армии Греции (ЭЛАС) против немецких и болгарских оккупационных войск.(см. Сражение при Мухарем Хани).

## СНОФ
К концу 1943 года в рядах ЭЛАС воевали около 2 тысяч человек из славяноязычного меньшинства, но КПГ считала, что результат её работы с меньшинством был ниже ожидаемого, поскольку «славофоны были подвергнуты сильному влиянию сербских автономистских кругов». В силу этого, КПГ инициировала создание организации Славяномакедонский народно-освободительный фронт (СНОФ — Славомакедонски Народен Освободителен Фронт):117.
Создание СНОФ было связано с деятельностью болгарских чет «Охраны», в силу чего формирование отдельной организации под прямым руководством КПГ и ЭЛАС получило поддержку КПЮ.
Это шаг стал поводом нападок на коммунистов со стороны националистических организаций:117.
СНОФ был создан в октябре 1943 года в регионах компактного проживания славофонов:25. Были созданы региональные организации Кастории и Флорины.
28 января 1944 года произошла встреча руководств СНОФ Флорины и Кастории. Противоположные взгляды двух организаций сорвали их объединение. В то время как активисты СНОФ из Кастории, под влиянием КПЮ, выдвинули идею организации меньшинства на федеративных началах, деятели СНОФ из Флорины, следуя позиции КПГ, возражали, что в Греции доминирует одна нация и, как следствие, послевоенная Греция должна быть не федеративным, а унитарным государством, в котором будут признаны права всех меньшинств, включая и «македонское».
СНОФ частично удалось достичь целей его создателей — ряд сёл отказался от сотрудничества с Македоно-болгарским комитетом):32.
Автономистские тенденции в СНОФ Кастории проявились в январе 1944 года, под влиянием заявлений Темпо о объединении «трёх частей Македонии» в рамках федеративной Югославии:32.
В связи с ростом проюгославских тенденций СНОФ Кастории, ставившего своей целью в перспективе выход из Греции и присоединение к Югославии, ГКП решила распустить организацию. В мае конференция организации ГКП Кастории приняла решение о переходе СНОФ в ЭАМ. Руководители СНОФ Кастории выразили несогласие, после чего были арестованы партизанами ЭЛАС. 16 мая 1944 местная организация КПГ без проблем распустила СНОФ Флорины. Этим актом СНОФ прекратил своё формальное существование.
Возникшее напряжение было разрешено решением КПГ создать в Западной Македонии два отдельных «славяномакедонских» партизанских батальона, но только в составе ЭЛАС и под его прямым руководством:118.
В июне года был сформирован «Эдесский славомакедонский батальон», в составе 30-го полка ЭЛАС.
В августе был сформирован Флорино-Касторийский батальон, в составе 28-го полка ЭЛАС:118.
Жизнь этих батальонов была непродолжительной. Продолжающаяся пропаганда, отсутствие дисциплины, вновь поставили на повестку дня вопрос о целесообразности отдельных батальонов.
После того как командир Флорино-Касторийского батальона И. Димакис (Димовски) отказался исполнить приказ и перейти южнее в поддержку других частей ЭЛАС, командир X дивизии, генерал Калабаликис, получив добро генштаба ЭЛАС, приказал расформировать этот батальон, при необходимости и силой. Другой батальон славомакедонцев, узнав о участи батальона «Гоце», перешёл на территорию Югославии:118.
Историк Т. Герозисис пишет, что в деле этих двух батальонов были замешаны «не только югославы, но и англичане, через своего офицера связи Эванса»:739.
В ходе всех этих событий Ирини Гини боролась против вовлечения славяноязычного меньшинства в отряды проболгарских коллаборационистов Охраны, и, одновременно, выступала против проявлений сепаратизма, считая, как она заявила впоследствии, представ перед военным трибуналом, что сепаратисты «подстрекались англичанами» и что «только компартия Греции является гарантией настоящей свободы» славомакедонцев в стране.

## Накануне Декабрьских событий
Подготавливая предстоящую схватку с ЭЛАС, англичане готовились задействовать и использовать любых действительных или потенциальных противников КПГ и ЭЛАС, от греческих коллаборационистов до формирований меньшинств любых политических оттенков.
12 сентября 1944 года, генсек КПГ, Г. Сиантос, высказал своё беспокойство партийному комитету региона Македонии-Фракии: «Обратите большое внимание на национальный вопрос Македонии и деятельность славяно-шовинистических элементов…».
В тот же период разногласия между ЭЛАС и НОАЮ достигли апогея, после того как Тито включил 2 расформированных батальона славомакедонцев из Греции в свои силы и попытался отправить их на греческую территорию для ведения пропаганды.
4 ноября, Л. Стрингос, секретарь региона Македонии КПГ, телеграфировал в Афины: «Батальон славофонов Гоце (И. Димакис) попытался вступить на греческую территорию. Они пытались занять Флорину, но после двухчасовых столкновений отступили назад».
22 ноября Стрингос вновь телеграфировал руководству КПГ: «Батальон славомакедонцев Каймакчалана вступил на греческую территорию… Последовал бой. Один лейтенант ЭЛАС убит. Приняты меры для усиления границы во всём регионе…».
Группа дивизий Македонии (Ο.Μ.Μ.) ЭЛАС приняла характер пограничных войск, готовясь отразить возможное югославское наступление в направлении Салоник.
По приказу командующих Ο.Μ.Μ. Е. Бакирдзиса и М. Вафиадиса, было поручено VI дивизии ЭЛАС «держать соответствующие силы для обеспечения старой греко-болгарской границы после ухода болгарской армии из Греции».
Другим приказом Бакирдзиса, было поручено ΙΧ и Χ дивизиям ЭЛАС сформировать пограничные секторы на греко-югославской границе. Бакирдзис подчеркнул, что «состав пограничных отрядов должен быть таковым чтобы исключить также ведение пропаганды в пользу автономистов».

## «Белый террор»
К октябрю 1944 года почти вся Греция была освобождена силами ЭЛАС.
Ирини Гини хотела вернуться к мирной жизни.
Эфтимиос Малезас, который был эпархом (губернатором) Эдессы от ЭАМ писал в 2000 году, что Ирини обратилась к нему за разрешением оставить руководящую партийную работу — она хотела вернуться в свою школу.
Малезас пишет, что получив отрицательный ответ «…мы распрощались с Ирини, которая ушла к сожалению разочарованной».
Малезас добавляет, что это был последний раз когда он её видел.
Развитие событий в освобождённой Греции отличалось от остальной Европы и было далеко не мирным.
После декабрьских боёв против англичан и их союзников в Афинах, руководство компартии пошло на подписание в январе 1945 года Варкизского соглашения, полагая что это приведёт к примирению страны.
Одним из условий Варкизского соглашения было разоружение ЭЛАС.
Однако примирение не состоялось, а разоружение частей ЭЛАС дало возможность вооружённым монархистам и бывшим коллаборационистам начать волну безнаказанного террора и убийств коммунистов и бывших участников Сопротивления, получившего в греческой историографии имя «Белый террор».
Террор не обошёл стороной и славяноязычное меньшинство, как минимум ту его часть, которая была «скомпрометирована» сотрудничеством с коммунистами.
В этих условиях, в апреле 1945 года, левыми деятелями меньшинства было инициировано создание Народно-освободительного фронта (НОФ).
В обстановке хаоса и потери компартией контроля над ситуацией, некоторые из деятелей НОФ вернулись к автономистским идеям.
Компартия Греции первоначально отнеслась к созданию НОФ негативно, именуя его не только автономистским, но и фашистским, и обращалась к славомакедонцам сплотиться в рядах компартии Греции и ЭАМ, обеспечивающих национальное равноправие.
Ожидая новую вооружённую конфронтацию с англичанами и монархией и осознавая свою зависимость от помощи северных соседей, и первую очередь Югославии, компартия Греции была вынуждена нормализовать свои отношения с НОФ.
В декабре 1945 года генсек компартии Греции, Н. Захариадис, впервые именовал НОФ антифашистской и демократической организацией. В феврале 1946 года пленум ЦК компартии Греции принял постановление о равноправии славомакедонцев в пределах греческого государства.

### Ирини Гини в период «Белого террора»
Появляющаяся изредка сегодня информация о том, что в этот период Ирини Гини вышла из рядов компартии Греции, не соответствует действительности и опровергается всеми последующими событиями и её заявлениями.
В этот период Ирини Гини находилась на полулегальном положении.
Она по прежнему, в возрасте около 25 лет, была не замужем, что выделяло её на фоне консервативных нравов региона.
Несмотря на это, кроме подпольной деятельности в компартии Греции и НОФ, её основной деятельностью стала работа по вопросам равноправия женщин.
Однако уже к концу 1945 года, как и тысячи других греческих коммунистов и бывших участников Сопротивления, Ирини была вынуждена скрываться в горах, в данном случае в близлежащих горах Каймакчалан, где, как и по всей стране, гонимые коммунисты постепенно стали образовывать группы самообороны.

## Выборы и «Третья резолюция»
В условиях террора, компартия приняла решение бойкотировать намеченные на март 1946 года парламентские выборы.
То что от 60 до 80 % славофонов бойкотировало выборы, в то время как по всей Греции этот показатель не превышал 25 %, свидетельствует о том, что позиция компартии Греции среди славяноязычного населения оставалась по прежнему сильной:32.
Новый парламент принял 18 июня 1946 года т. н. «Третью резолюцию», где указывалось в статье 1: «За намерение отторжения территории государства — смерть», в статье 2: «За создание вооружённой группы — смерть», в статье 3: "За вооружённую акцию — смерть ".
Примечательно, что в парламенте, где не было ни одного коммуниста, «Третья резолюция» была принята 138 голосами за, 24 против, 181 воздержавшихся!!
Ф. Ворос пишет, что нерешительность этого преобладающего большинства, далеко не левых убеждений, депутатов объясняется тем, что они осознавали, что эта резолюция официально вела страну к масштабной гражданской войне.
Он же пишет, что на практике это проявилось почти сразу, через месяц (в июле 1946 года), когда судебными властями государства «были осуждены к смерти и расстреляны в Янница 7 деятелей левых сил. Среди них и первая женщина расстрелянная в Греции, молодая учительница Ирини Гини». Ворос рассматривает этот расстрел как первый акт Гражданской войны, поскольку первые атаки про-коммунистических групп самообороны против жандармерии и правительственных зданий начались только осенью 1946 года.

## Расстрел Ирини Гини
В конце июня 1946 года жандармское управление Эдессы получило информацию о том, что горах Каймакчалан, в треугольнике между сёлами Маргарита — Лики — Сотирия, скрывалась группа вооружённых коммунистов.
На рассвете 7 июля группа была окружена 200 жандармами и вооружёнными иррегулярными монархистами (по другим источникам до 600 жандармов и монархистов).
В этот момент на месте облавы находились до ста (по другим источникам 40) практически невооружённых (всего две винтовки) коммунистов.
После кратковременного боя жандармерии удалось из сотни коммунистов арестовать только десять человек, среди них и Ирини Гини.
Филотас Адамидис, в руках которого была одна из двух винтовок, отстреливаясь сумел вывести эту десятку за кольцо жандармерии и вернулся к остальным окружённым, но десятка была арестована из-за трусости проводников.
Только у Ирини был парабеллум. Она отстреливалась до последнего патрона, пока не попала в руки своих преследователей.
Арестованных избивали до вечера и заперли в кладбищенской церквушке села Лики.
8 июля их привели пешими в село Клисохори, в котором находилась школа Мирки, после чего их провели по центральным улицам Эдессы, где их осыпали оскорблениями и насмешками «возмущённые граждане».
Несмотря на пытки, Ирини не была сломлена. «Иррегулярные монархисты рассекли ей одежды и тело, с корнями вырывали ей волосы и в таком виде вели её по улицам Эдессы. Мирка шла с гордо поднятой головой и улыбалась жителям»:107.
После пыток, её закопали в землю до шеи, стреляя вокруг её головы. Ирини не только стойко выносила пытки, но и воодушевляла своих товарищей. «Зашейте свои рты, товарищи! Ни слова предателям!»:108.
17 июля их перевели в Янница.
23 июля, на основании «Третьей резолюции», они предстали перед Чрезвычайным трибуналом города, с сфабрикованными обвинением «Участие в автономистской предательской вооружённой группе, ставившей своей целью отторжение части греческой территории».
На трибунале Гини заявила, что она не только не имеет отношения к автономистскому движению, но, «напротив, боролась против сепаратистских интриг, которые подстрекались англичанами».
В своей речи на трибунале она с гордостью заявила : "Я славомакедонка, являюсь членом компартии Греции, потому что только она является гарантией настоящей свободы нашего народа в Греции.
26 июля Ирини и 6 её товарищей были осуждены к смертной казни, остальные 3 были осуждены на многолетнее заключение.
Расстрел состоялся на следующий день, в Янница.
В разных источниках и разных вариантах Ирини Гини именуется первой расстрелянной женщиной — с начала чрезвычайных мер/ с начала Гражданской войны:625 — в новейшей истории Греции/в истории греческой армии.
Её расстрел вызвал протесты в либеральных кругах страны и получил международную огласку.
И перед смертью Ирини осталась непреклонной: " Она встала, умылась, причесалась, и пошла спокойно к месту расстрела, воодушевляя людей, которые следили за ней с замиранием сердца. В пути пела «Интернационал» и другие революционные песни. Она не согласилась, чтобы ей завязали глаза. Перед залпом оборвавшим её жизнь успела выкрикнуть: «За нами следуют тысячи, миллионы бойцов Свободы. Мы будем завтра армией и разобьём вас… Да здравствует компартия Греции»:109.
Один из солдат расстреливавшего взвода донёс в письме её отцу последние слова Ирини: «Я умираю как честный человек за то, во что полностью верю..»
Он добавил: «Я поздравляю Вас за дочь что Вы родили. Она приняла смерть с улыбкой на устах, героически и хладнокровно, поя»:110.

## Впоследствии
Через несколько дней после расстрелов, журнал компартии «Коммунистическое Обозрение» писал, что по обвинению в «бандитизме» и «агентировании славизма», 12 героев греко-итальянской войны и Сопротивления были «судимы» и осуждены на 4 разных «судебных процессах» и расстреляны в течение недели с 20 по 27 июля.
В Коммунистическом обозрении было отмечено, что среди расстрелянных был Мустакис, который в оккупацию создал в Эдессе отряды резервистов ЭЛАС и который, во главе отряда ЭЛАС, взорвал два немецких железнодорожных состава в Мухарем Хани (в действительности Г. Мустакис, также как и И. Гини, принял участие в операции возглавляя группу вооружённых резервистов ЭЛАС).
Журнал отмечал, что среди расстрелянных была «прекрасная героиня», учительница Ирини Гини, которая в оккупацию воевала против «Охраны» Калчева, а после войны и до своего расстрела боролась против славяноязычных автономистов, «которых организовывали и подстрекали англичане».
Журнал заканчивал, что вся эта река крови была результатом «Белого террора», приведшего страну к Гражданской войне, «которая к лету 1946 года, приобрела формальную законность».
Генеральный секретарь ЦК компартии Греции, Н. Захариадис подчёркивал среди прочего 28 июля 1946 года, в ещё полулегальном органе компартии, газете «Ризоспастис»: «Маленькая учительница, Ирини Гини, унизила и морально уничтожила весь этот гнилой мир. Как они представляют это себе, когда у них есть пример Гини, что они смогут достичь чего то расстрелами ? Они только делают трещину ещё большей и множат счета. И придёт день, когда эти счета будут оплачены. В этом они должны быть больше чем уверены…»
И правая пресса была вынуждена признать, что расстрелянные предстали перед расстреливавшим их взводом как настоящие герои — они не струсили, не склонили голову, не умоляли оставить их в живых.
Газета «Греческий Север» (ΕΛΛΗΝΙΚΟΣ ΒΟΡΡΑΣ) писала 27 июля: «в пути смертники пели песни Захариадиса, когда Гини сошла с грузовика она начала петь Интернационал. В целом все они сохранили своё хладнокровие… и когда взвод поднял своё оружие, все вместе выкрикнули Да здравствует Партия, Да здравствует Демократия».
В тот же день, ссылаясь на расстрел Гини, «Ризоспастис» писал: «когда было продемонстрировано такое снисхождение к архи-преступнику Калчеву, несмотря на пожелания самого трибунала о помиловании, были осуждены и расстреляны славомакедонцы, которые в оккупацию воевали против Калчева и его „Охраны“ и которые сегодня боролись против автономистского движения, но которые просто требовали свободы и равенства для славомакедонцев в пределах Греческого Отечества».

## Память
«Поэтесса Греческого Сопротивления», Рита Буми-Папа писала в своём стихотворном посвящении Ирини Гини:
Закрой свою книгу
На заре убили дочь
Люди кровопийцы
Деревья слёзы льют
В километре от Яницы
В ходе разгоревшейся после её смерти Гражданской войны (1946—1949) Демократическая армия назвала именем Ирини Гини одну из обороняемых ею вершин Северного Пинда.
После поражения Демократической армии всякие упоминания о героях компартии носили негативный оттенок и имя Ирини Гини оставалось известным только среди сторонников компартии.
Эфтимис Малезас, бывший в 1944 году эпархом Эдесы и партийным руководителем Ирини посетил в 1980 году Скопье, где напротив текстильной фабрики увидел бюст Ирини. Под бюстом было написано «героиня Сопротивления югославского народа». Как описывает Малезас « я смотрел на неё озадаченный, и она, окаменелая, также смотрела на меня.
Я заплакал и ушёл с разбитым сердцем… Жалкие „национально благонадёжные“ подвергли остракизму легенду нашего Национального Сопротивления и отправили её на чужую землю».
Лишь в 1984 году и через 10 лет после падения режима военной диктатуры (1967—1974) муниципалитет города Эдеса принял решение дать имя Ирини Гини одной из улиц города.
Впоследствии её именем были названы улицы в Афинах и Салониках.
На её родине танцуют танец, который именуют «танцем Мирки».

## Акценты исторического образа Ирини — Мирки Гини
В послевоенные годы южная часть Вардарской бановины бывшего Королевства Югославия была преобразована в югославскую Социалистическую Республику Македония.
При этом, господствующей идеологией в этой республике стал македонизм, основной задачей которого стало дифференцирование населения республики от болгарской нации. Сегодняшний болгарский историк Божидар Димитров, являющийся директором Национального исторического музея в Софии, отмечает антиболгарский характер политики македонизма и утверждает, что македонская нация и язык были созданы Компартией Югославии.
Идеологема македонизма имела своим следствием попытку новой республики монополизировать исторический и географический термин Македония и узурпировать события и лица не только болгарской, но и греческой истории, что согласно греческим историкам и археологам «выходит за пределы смешного», «является вопросом невероятно низкого уровня и недостойно любого обсуждения».
Эти попытки постепенно стали приобретать характер ничем не обоснованного ирредентизма.
Историография и литература соседней страны используют в целях этой идеологемы и Гражданскую войну в Греции, пытаясь придать ей совершенно иной акцент, и в совсем неделикатной форме, публикуя работы типа трилогии «Солун — Лерин — Скопье», где по-своему именуя греческие города Салоники и Флорина, пытаются связать события в них с Скопье, словно греческие города и события в них имеют какое либо прямое отношение к этому новому государству.
В русле этого свежего и ничем не обоснованного ирредентизма, Мирка Гинова, в отрыве от её коммунистической идеологии, верности компартии Греции и участию в Греческом Сопротивлении, превращена историографией соседней страны в героиню «национальной борьбы македонцев» и «мученицу македонизма».
Имя Ирини — Мирки Гини широко известно в Бывшей Югославской Республике Македония. Её именем названы улицы, культурные центры, ей установлены памятники и посвящаются песни.
Сам по себе этот факт не вызывал бы вопросов, если бы образ этой греческой коммунистки не использовался в целях идеологемы македонизма, лишь только потому что она принадлежала славяноязычному (болгароязычному или македоноязычному, в разных, спорных, чтениях) меньшинству.
В том, что касается компартии Греции, в Пантеоне которой есть и евреи, и славомакедонцы, и влахи и представители других этнических, языковых или религиозных меньшинств, Ирини — Мирка Гини принадлежит только компартии Греции и истории новейшей Греции в целом.
В своей Декларации, по случаю семидесятилетия Демократической армии Греции (1946—1949) ЦК компартии Греции особо отмечает участие славомакедонского меньшинства в Гражданской войне. Ирини-Мирка Гини отмечена в Декларации первой среди «почётных погибших героинь партии».